# آرثر بنجامين (ملحن)
آرثر بنجامين (بالإنجليزية: Arthur Benjamin)‏ هو موزع وملحن وعازف بيانو أسترالي، ولد في 18 سبتمبر 1893 في سيدني في أستراليا، وتوفي في 10 أبريل 1960 في لندن في المملكة المتحدة بسبب سرطان.

## وصلات خارجية
- آرثر بنجامين على موقع IMDb (الإنجليزية)
- آرثر بنجامين على موقع ألو سيني (الفرنسية)
- آرثر بنجامين على موقع ميوزك برينز (الإنجليزية)
- آرثر بنجامين على موقع أول موفي (الإنجليزية)
- آرثر بنجامين على موقع قاعدة بيانات الأفلام السويدية (السويدية)
- آرثر بنجامين على موقع أول ميوزيك (الإنجليزية)
- آرثر بنجامين على موقع ديسكوغز (الإنجليزية)
- آرثر بنجامين على موقع قاعدة بيانات الفيلم (الإنجليزية)
- آرثر بنجامين على موقع كينوبويسك (الروسية)